# I. e. 310
Évszázadok: i. e. 5. század – i. e. 4. század – i. e. 3. század
Évtizedek: i. e. 360-as évek – i. e. 350-es évek – i. e. 340-es évek – i. e. 330-as évek – i. e. 320-as évek – i. e. 310-es évek – i. e. 300-as évek – i. e. 290-es évek – i. e. 280-as évek – i. e. 270-es évek – i. e. 260-as évek
Évek: i. e. 315 – i. e. 314 – i. e. 313 – i. e. 312 –  i. e. 311 – i. e. 310 – i. e. 309 – i. e. 308 – i. e. 307 – i. e. 306 – i. e. 305

## Események

### Makedón Birodalom
- Antigonosz unokaöccse, Ptolemaiosz elárulja őt és átáll Kasszandrosz oldalára.
- A babilóniai háborúban Antigonosz két sereget indít Szeleukosz ellen, az egyiket Nikanór, a másikat Démétriosz vezeti. Szeleukosz a Tigris folyónál meglepi Nikanórt és megsemmisíti csapatait; ezután Demetrioszt is legyőzi.
- Ptolemaiosz Kilikiában támadja meg Antigonoszt.
- Antigonosz megalapítja Antigoneia Troasz (későbbi nevén Alexandreia Troasz) és Antigoneia (későbbi nevén Nikaia) városokat.

### Itália
- Agathoklész flottájával kihajózik a punok által ostromolt Szürakuszaiból és partra száll Líbiában, ahol kifosztja Megalopolisz és Fehér Tunisz városokat, majd csatában legyőzi a többszörös létszámfölényben lévő karthágóiakat.
- Rómában Quintus Fabius Maximus Rullianust és Caius Martius Rutilus Censorinust választják consulnak. P. Sempronius néptribunus megpróbálja lemondásra kényszeríteni Appius Claudius Caecus censort, aki betöltötte másfél éves hivatali idejét, de tiszttársai fele a censor pártjára áll, aki így továbbra is hivatalában marad.
- Fabius consul az etruszkok által ostromolt Sutrium felmentésére indul és legyőzi a létszámfölényben lévő etruszkokat, akik a Ciminus-hegy erdeibe menekülnek. A vereség hírére további etruszk és umbriai városok küldenek erősítést. Az egyesült sereg táborát Fabius hajnalban támadja és meg és nagy mészárlást rendez a gyanútlan ellenség soraiban. Perusia, Cortona és Arretium etruszk városok békét kérnek.
- C. Martius consul a szamnisz háborúban elfoglalja Allifaet, majd döntetlen kimenetelű csatát vív a szamniszokkal, amelyben maga is megsebesül. Emiatt a senatus Lucius Papirius Cursort dictatorrá nevezi ki.
- A Vadimonis-tónál Q. Fabius újabb vereséget mér az etruszkokra.[1]

## Születések
- Szamoszi Arisztarkhosz, görög matematikus, csillagász
- Hszün-ce, kínai filozófus

## Halálozások
- Pütheasz, görög tengerész, felfedező

## Fordítás
- Ez a szócikk részben vagy egészben  a(z)   310 BC című angol Wikipédia-szócikk ezen változatának fordításán alapul.  Az eredeti cikk szerkesztőit annak laptörténete sorolja fel. Ez a jelzés csupán a megfogalmazás eredetét és a szerzői jogokat jelzi, nem szolgál a cikkben szereplő információk forrásmegjelöléseként.